# Học phí
Học phí là các khoản phí do các tổ chức giáo dục tính cho chi phí giảng dạy hoặc các dịch vụ khác. Bên cạnh chi tiêu công (của chính phủ và các cơ quan công cộng khác), chi tiêu tư nhân thông qua thanh toán học phí là nguồn thu lớn nhất cho các tổ chức giáo dục ở một số quốc gia. Ở hầu hết các quốc gia, đặc biệt là các quốc gia ở Scandinavia và lục địa châu Âu, không có hoặc chỉ có học phí danh nghĩa cho tất cả các hình thức giáo dục, bao gồm giáo dục đại học và giáo dục trên đại học khác.

## Phương thức thanh toán
Một số phương thức được sử dụng để trả học phí bao gồm:
- Học bổng
- Bursary
- Công ty tài trợ hoặc chi trả
- Tặng
- Khoản vay sinh viên từ chính phủ
- Giáo dục 7 (tư nhân)
- Tiền của gia đình (cha mẹ)
- Tiết kiệm

## Theo quốc gia
Các quốc gia như Nam Phi, Hoa Kỳ và Vương quốc Anh có "chính sách học phí trả trước". Các chính sách này thường bao gồm một khoản học phí đủ lớn để cung cấp cho phụ huynh hoặc người giám hộ "trách nhiệm chi trả một phần chi phí giáo dục đại học của con cái họ".  Trách nhiệm này có thể gây khó khăn cho một sinh viên có thu nhập thấp để theo học đại học mà không cần một khoản trợ cấp hoặc một hoặc nhiều khoản vay.
Học phí đại học ở Hoa Kỳ là một trong những chi phí của giáo dục sau trung học. Tổng chi phí đại học được gọi là chi phí tham gia (hoặc, không chính thức là "giá nhãn"), ngoài học phí, có thể bao gồm tiền phòng ở và chi phí cho các cơ sở như sách, phương tiện đi lại hoặc đi lại do trường cung cấp.
Ở châu Âu, chu kỳ đầu tiên là miễn phí ở một số quốc gia: Áo, Síp, Cộng hòa Séc, Đan Mạch, Estonia, Phần Lan, Đức, Hy Lạp, Malta, Montenegro, Na Uy, Ba Lan, Scotland, Slovakia, Slovenia, Thụy Điển, Thổ Nhĩ Kỳ.
Ở Hungary, học phí hàng năm tại một trường đại học công lập có thể vượt quá 15.000 euro. Chỉ có 32 phần trăm sinh viên phải trả học phí trung bình 1.428 euro cho một năm ở cấp độ 1 và 1.552 cho một năm ở cấp độ 2. Điều quan trọng cần lưu ý là một sinh viên ở Hungary có cơ hội nhận được học bổng lên tới 3.000 euro cho chi phí sinh hoạt và gần 4.000 euro cho điểm tốt.
Ở Litva học phí cao nhất là gần 12.000 euro và 37 phần trăm sinh viên đã thanh toán.
Học phí tại Vương quốc Anh được giới thiệu vào năm 1998, với mức phí tối đa được phép là £ 1.000. Kể từ đó, mức tối đa này đã được tăng lên tới 9.000 bảng Anh (hơn 10.000 euro) ở hầu hết Vương quốc Anh, trong khi Scotland đã bãi bỏ học phí. Không có học bổng và hỗ trợ duy nhất là một khoản vay có thể có từ chính phủ.
Học phí của Pháp được giới hạn dựa trên mức độ giáo dục, từ 183 euro mỗi năm cho đại học lên đến 388 euro cho tiến sĩ. Một số trường đại học công lập có tình trạng tự chủ, có nghĩa là họ có thể thu học phí cao hơn nhiều, và tất cả các trường đại học tư đều thu học phí.
Trong hệ thống giáo dục Đức, hầu hết các trường đại học và hầu hết các trường đại học khoa học ứng dụng đều được nhà nước tài trợ và không thu học phí. Trong trường hợp đặc biệt, các trường đại học có thể cung cấp các khóa học cho các chuyên gia (ví dụ như các chương trình MBA điều hành), có thể yêu cầu thanh toán học phí. Một số chính quyền địa phương gần đây đã quyết định rằng sinh viên từ các quốc gia ngoài EU có thể bị tính phí, mặc dù sinh viên ERASMUS, sinh viên từ các nước đang phát triển và các nhóm đặc biệt khác được miễn. Ngoài ra, một số tổ chức giáo dục đại học tư nhân chạy theo mô hình dựa trên học phí.
Tất cả các nước Bắc Âu cung cấp giáo dục đại học miễn phí cho công dân của họ. Các hệ thống giáo dục Bắc Âu gần như được tài trợ hoàn toàn công khai. Ở các nước Bắc Âu giáo dục được coi là một quyền dân sự và một dịch vụ công cộng hơn là một hàng hóa. Vấn đề giáo dục được xem ở các nước này là vấn đề bình đẳng. Điều này một phần vì trình độ học vấn cao là một lợi ích cho sự phát triển của xã hội, bao gồm cả kinh doanh và công nghiệp.
Ở Hy Lạp không có học phí vì giáo dục đại học và Cử nhân sau đại học được cung cấp miễn phí cho mọi công dân Hellene (Hy Lạp) vì lợi ích của quyền công dân được trả bằng thuế. Tuy nhiên, các trường đại học chấp nhận rất ít học sinh xuất sắc ở trường trung học, với việc lựa chọn được thực hiện thông qua các kỳ thi Panhellenic, một hệ thống các kỳ thi do nhà nước quản lý trong đó cơ hội thất bại là rất cao và do đó chỉ có một tỷ lệ nhỏ học sinh có thể để vượt qua và có giới hạn số lượng sinh viên có thể được chấp nhận mỗi năm. Hơn nữa, rất khó để sinh viên trưởng thành được chấp nhận tại các trường đại học. Giáo dục đại học cấp tiến sĩ cũng thường được cung cấp miễn phí, nhưng một số trường đại học có thể thu phí cho bằng tiến sĩ. Những sinh viên không thể vượt qua kỳ thi Panhellenic trong một vài lần thử sẽ coi như là không được vào hệ thống đại học Hy Lạp và những người muốn học cao hơn phải nhờ đến việc đăng ký tại các trường đại học tư (gọi là cao đẳng - κολέγια) với mức phí cao, hoặc phải di cư đến các quốc gia khác để được giáo dục. Một số học sinh xuất sắc trong học tập ở trường nhưng không đạt được "hạnh kiểm" tốt bị loại khỏi kỳ thi Panhellenic vì các yếu tố phi học thuật, vì hệ thống giáo dục Hy Lạp cũng đánh dấu "hạnh kiểm" của học sinh (διαλογή, dialogi) thay vì chỉ có kết quả học tập. Một học sinh ngang ngược hoặc một học sinh bị bắt gặp gian lận hoặc uống rượu có thể nhận được điểm "hạnh kiểm" không đạt yêu cầu, điều này có thể khiến học sinh không vào được trường đại học (hoặc trong trường hợp cực đoan, sẽ không được tiếp tục học trung học) ngay cả khi học sinh có kỹ năng học tập xuất sắc.
Tại Việt Nam, Bộ Chính trị quyết định thực hiện miễn toàn bộ học phí cho học sinh từ mầm non đến hết trung học phổ thông công lập trên phạm vi cả nước, thực hiện từ đầu năm học mới 2025-2026.